# 市谷柳町
市谷柳町（いちがややなぎちょう）は、東京都新宿区の町名。「丁目」の設定のない単独町名である。住居表示未実施。

## 地理
新宿区の東部（旧東京市牛込区）に位置する。北部は弁天町、東部は市谷山伏町・市谷甲良町、南部は市谷薬王寺町、西部は原町に接する。町域内を南北に外苑東通り、東西に大久保通りが通り、市谷柳町交差点で交差している。これらの幹線道路沿いには商店やマンションなどが立ち並んでいる。一方で幹線道路を離れると閑静な住宅地が広がる。この地区周辺は牛込台地を開析する浅い支谷の谷頭部分に位置しており、淀橋台における武蔵野面と下末吉面の境となっている。また、毎年7月には、隣町の市谷薬王寺町と共催で祭礼が催されている。

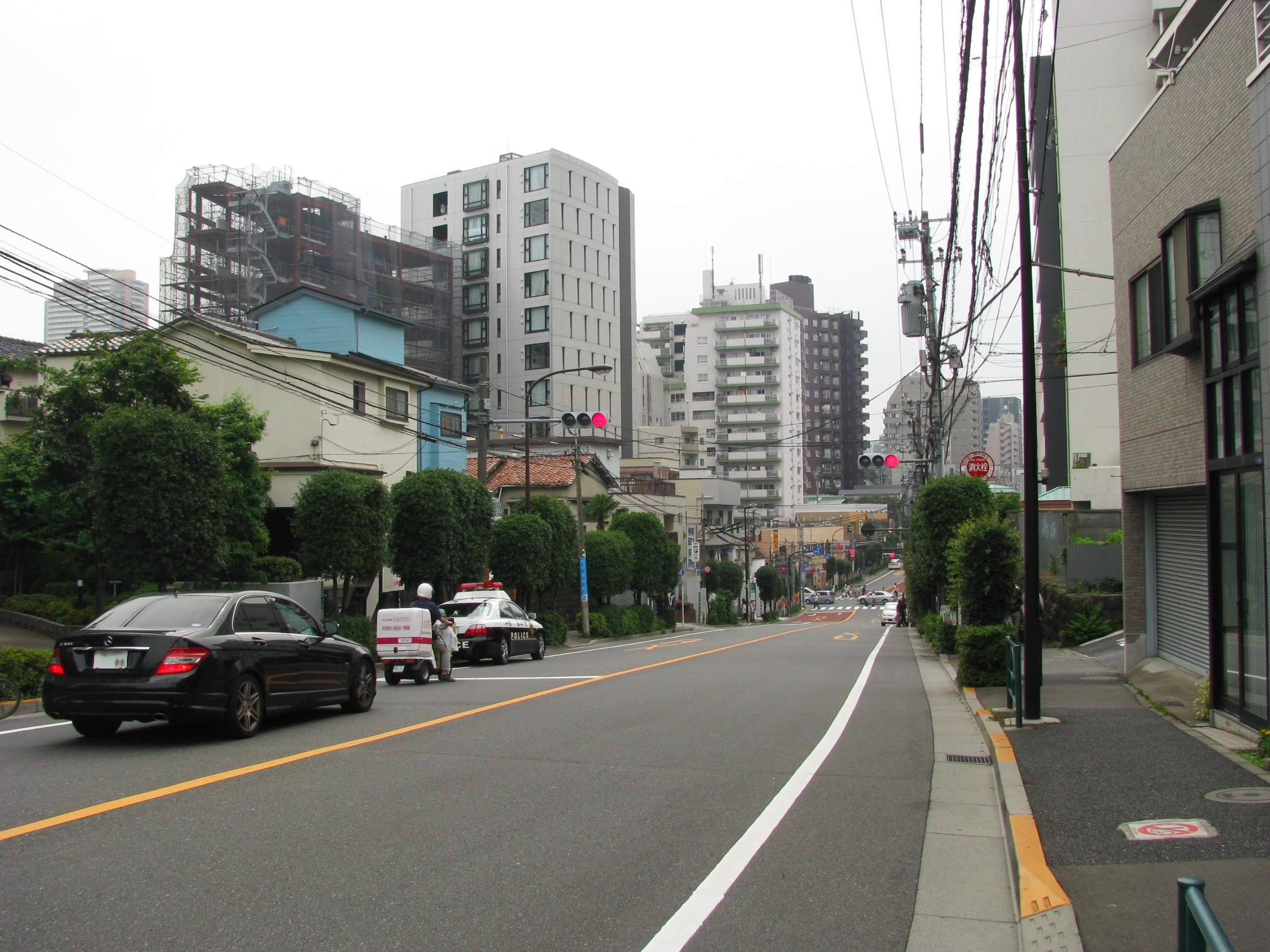
市谷柳町交差点で停止する車両を減らすための信号機（2011年6月19日）

市谷柳町交差点は、谷筋をはしる外苑東通りを大久保通りが横断しており、住宅が密集していたことや坂道発進もあいまって自動車の排気ガスによる大気汚染が発生したと考えられ、この問題は社会的に大きな影響を与えた。1970年に民間の医療団体が付近の住民の健康診断を行い、「多数の住民が鉛中毒に罹患している疑いがあり、その鉛は自動車の排気ガスが原因である。」と発表した。この民間の医療団体による発表をきっかけに排気ガスによる鉛中毒問題がマスコミに大々的に取り上げられた。しかしながら、その後の東京都による環境測定、住民健康検査では何も問題も起こっていないことが分かった（大気中の鉛はそれほど多くなく、住民の検診でも血液中の鉛は通常の量と変わりはなかった）。さらには、体調不調や苦しんでいるという人自体がいなかった。ただし、一連の事件（牛込柳町鉛中毒事件）は、都内の生活道路で最大積載量3トン以上の貨物自動車の乗り入れを禁止するきっかけとなった。当時朝日新聞に連載されていた「サザエさん」にも、この通行規制をネタにしたエピソードがある。大久保通りに市谷柳町交差点で停止する自動車を制限するための信号機も設置されていた（2015年に撤去）。

## 歴史
市谷村、牛込村の一部、明暦以前は武家地、寺社領であった。明暦の大火以降、被災者の移住により現在の町域に一谷柳町や牛込南寺町と呼ばれる町人地が成立した。当初は代官領だった。1713年（正徳3年）に町奉行管轄とされる。
由来は不明だが、窪地ということから、柳が多く派生していたとの伝承もある。多くは町人地で、かなりの賑わいを見せた地域でもある。寺町ということもあり、蝋燭問屋が多く存在したという。
1871年（明治4年）、市ヶ谷柳町、御先手組大縄地、御旗組大縄地、牛込川田ケ窪町、光徳院、宗圓寺、清内屋敷、甲良屋敷の一部、牛込原町二丁目の一部および武家地が合併し、市谷柳町が成立。1878年（明治11年）に旧甲良町1番地を編入し、番地の組み換えが行われて現在に至る。
1895年（明治28年）から1912年（明治45年）にかけて、外苑東通り、および大久保通りの開削により、一部の番地は消滅している。
1970年（昭和45年）、「牛込柳町鉛中毒事件」が社会的に影響を与えた。地域住民は同年6月1日、慢性鉛中毒患者が発生しつつあるとして決起集会を行い、町内には公害追放を訴える政治団体などのビラがあふれた。しかし同年6月末までに東京都から「鉛中毒患者はいない」とする住民への健康診断の結果が発表されると騒ぎは鎮静化していった。

### 地名の由来
一帯に柳が多かったためとされるが、詳細は不明である。

## 世帯数と人口
2025年（令和7年）3月1日現在（新宿区発表）の世帯数と人口は以下の通りである。
- 世帯数 : 985世帯
- 人口 : 1,395人

### 人口の変遷
国勢調査による人口の推移。
| 年                 | 人口  |
| ------------------ | ----- |
| 1995年（平成7年）  | 921   |
| 2000年（平成12年） | 875   |
| 2005年（平成17年） | 897   |
| 2010年（平成22年） | 1,203 |
| 2015年（平成27年） | 1,284 |
| 2020年（令和2年）  | 1,339 |

### 世帯数の変遷
国勢調査による世帯数の推移。
| 年                 | 世帯数 |
| ------------------ | ------ |
| 1995年（平成7年）  | 481    |
| 2000年（平成12年） | 478    |
| 2005年（平成17年） | 540    |
| 2010年（平成22年） | 809    |
| 2015年（平成27年） | 844    |
| 2020年（令和2年）  | 905    |

## 学区
区立小・中学校に通う場合、学区は以下の通りとなる（2018年8月時点）。
- 区域 : 全域
  - 小学校 : 新宿区立市谷小学校
  - 中学校 : 新宿区立牛込第一中学校

## 交通
- 牛込柳町駅 - 都営地下鉄大江戸線の駅で町域内に南東口があり、多く利用されている。バスの便もある。牛込柳町駅の名称は東京市牛込区の市谷柳町を意味する。これは、明治・大正期には、同じく都電の停留所である小石川区の柳町（小石川柳町）との区別が必要であったことによる。

## 事業所
2021年（令和3年）現在の経済センサス調査による事業所数と従業員数は以下の通りである。
- 事業所数 : 35事業所
- 従業員数 : 307人

### 事業者数の変遷
経済センサスによる事業所数の推移。
| 年                 | 事業者数 |
| ------------------ | -------- |
| 2016年（平成28年） | 47       |
| 2021年（令和3年）  | 35       |

### 従業員数の変遷
経済センサスによる従業員数の推移。
| 年                 | 従業員数 |
| ------------------ | -------- |
| 2016年（平成28年） | 368      |
| 2021年（令和3年）  | 307      |

## 施設
- 宗圓寺
- 試衛館跡
- 医療法人社団鉄友会 柳町病院
- 介護付有料老人ホーム メディアシスト市谷柳町
- 淡交社東京支社
- 茶道具みやした 東京道場前店

## その他

### 日本郵便
- 郵便番号 : 162-0061[3]（集配局 : 牛込郵便局[19]）。